# Canon RF 16mm f/2.8 STM
El Canon RF 16mm f/2.8 STM és un objectiu fix gran angular i pancake amb muntura Canon RF.
Aquest, va ser anunciat per Canon el 14 de setembre de 2021, amb un preu de venda suggerit de 370€.
Actualment, és l'objectiu fix més gran angular de Canon de la sèrie RF, excloent el Canon RF 5.2mm f/2.8L Dual Fisheye, ja que és una òptica dual.
Aquest objectiu s'utilitza sobretot per fotografia de paisatge i arquitectura.

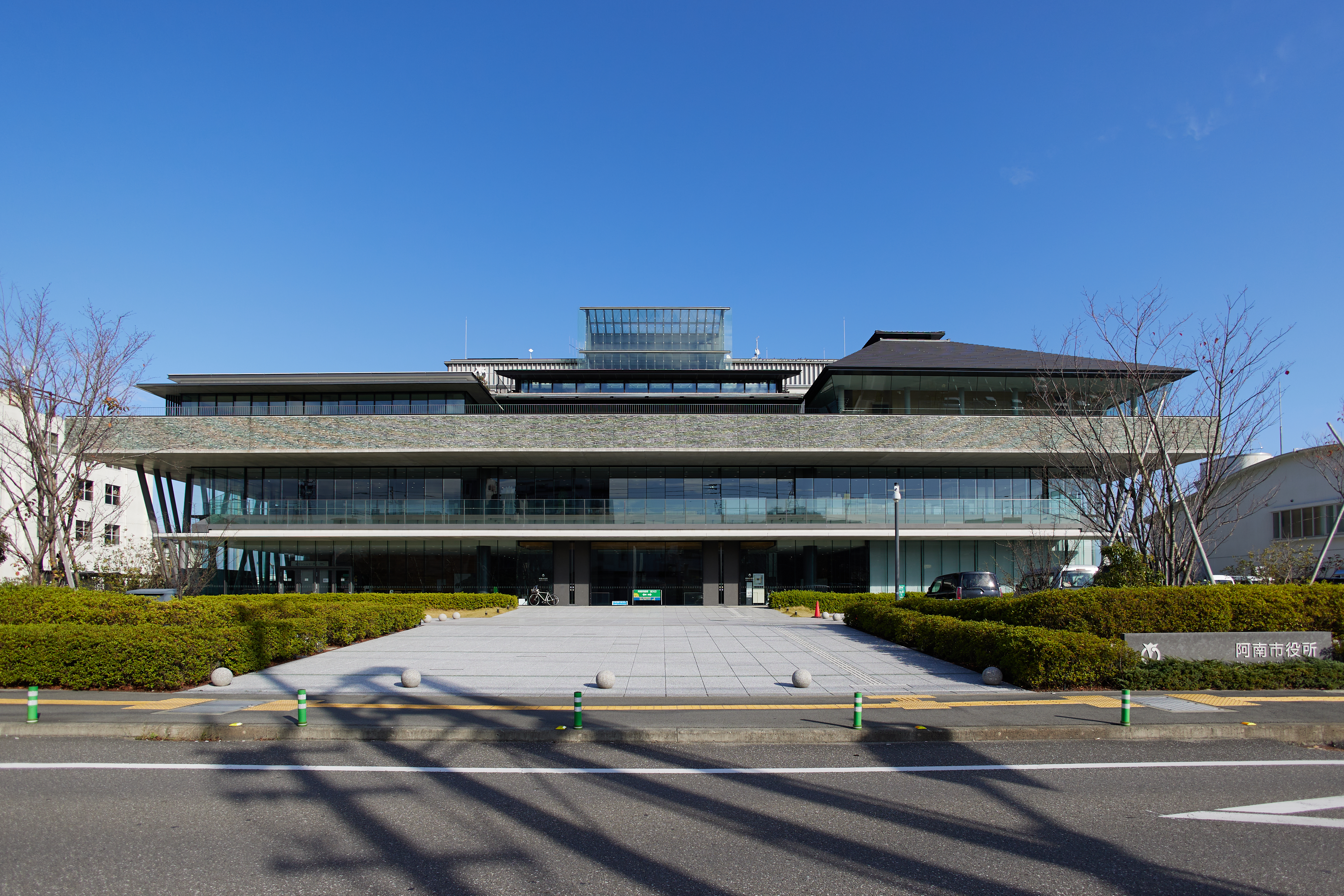
Edifici fotografiat amb el Canon RF 16mm f/2.8 STM

## Característiques
Les seves característiques més destacades són:
- Distància focal: 16mm
- Obertura: f/2.8 - 22
- Motor d'enfocament: STM (Motor d'enfocament pas a pas, silenciós)
- Distància mínima d'enfocament: 13cm
- Rosca de 43mm
- Distorsió òptica de -9,78% (tipus barril) en format RAW.[5]
- L'ombrejat de les cantonades és molt extrem en format RAW (sense correcció) arribant al seu mínim a f/11 amb tres passes i mitja de llum. Un cop corregit per software, l'ombrejat a les cantonades troba el seu mínim a f/5.6, amb més de mig pas de llum.[5]
- La millor qualitat òptica al centre es troba entre f/4 i f/5.6. Mentre que a les cantonades la millor qualitat es troba entre f/5.6 i f/8.[5]

## Construcció[6]
- Objectiu pancake, petit i lleuger
- La muntura és de metall, però la resta de parts són de plàstic
- El diafragma consta de 7 fulles, i les 9 lents de l'objectiu estan distribuïdes en 7 grups.
- Consta d'un element asfèric.

## Accessoris compatibles[6]
- Tapa E-43
- Parasol EW-65C
- Filtres de 43mm
- Tapa posterior RF

## Objectius similars amb muntura Canon RF
- Laowa 15mm f/4.5 Zero-D Shift[7]
- Samyang MF 14mm f/2.8[8]
- Samyang AF 14mm f/2.8[9]